# Brunnen (Aspet)

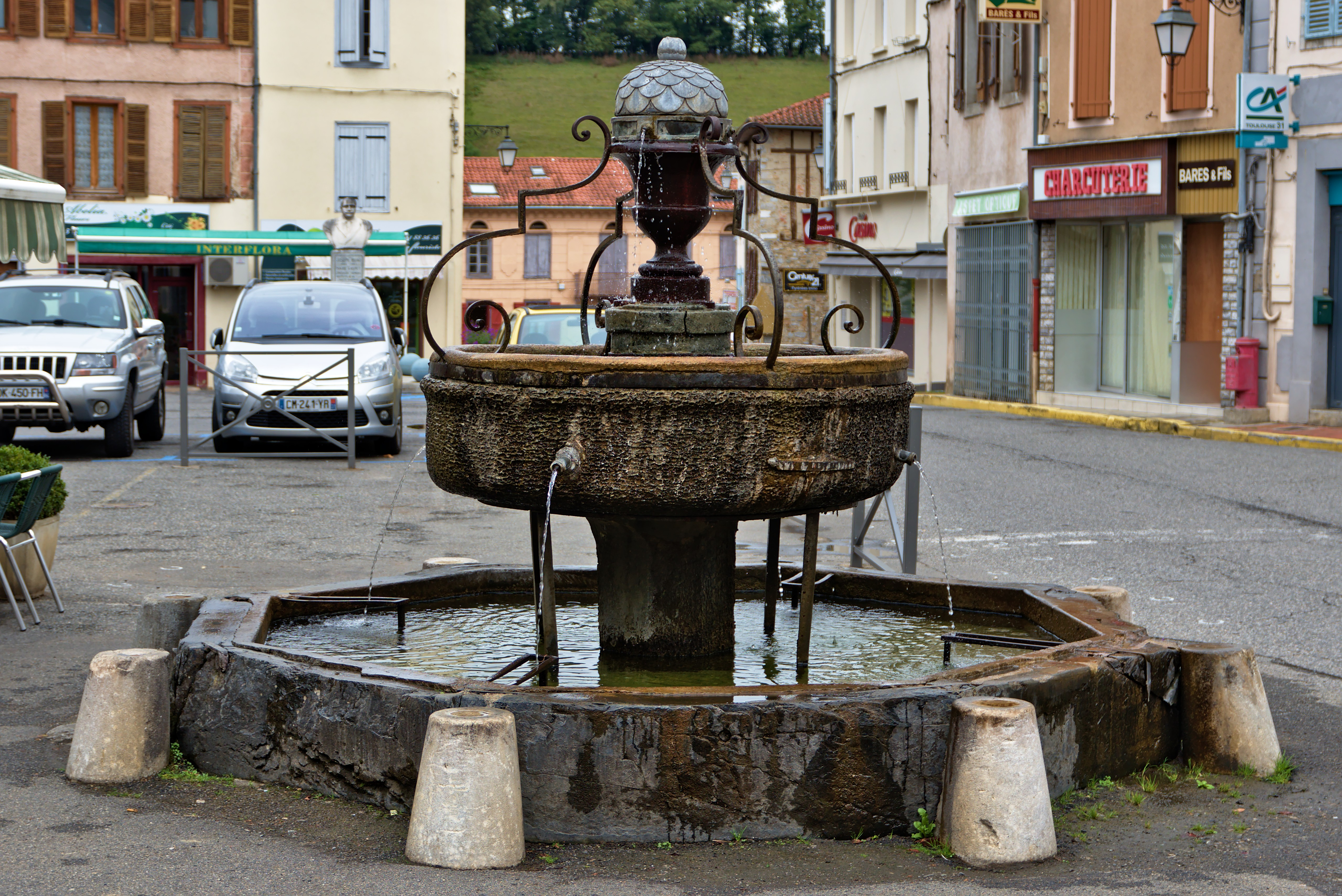
Brunnen in Aspet

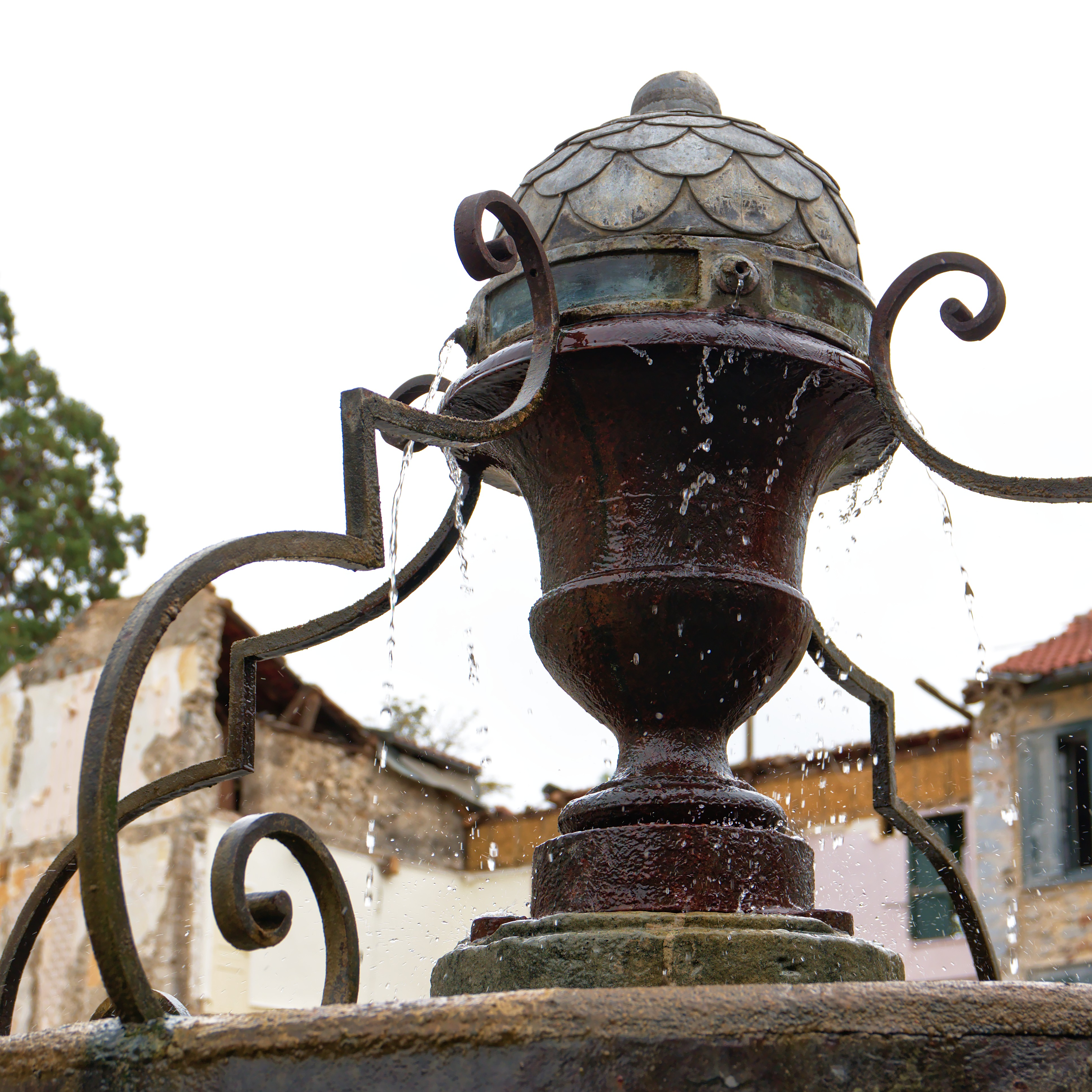
Detail

Der Brunnen in Aspet, einer französischen Gemeinde im Département Haute-Garonne in der Region Okzitanien, wurde Ende des 15. oder Anfang des 16. Jahrhunderts geschaffen. Im Jahr 1979 wurde der Brunnen auf der Place de la République als Monument historique in die Liste der Baudenkmäler in Frankreich aufgenommen.
Der Brunnen, der lange Zeit der einzige im Ort war, wurde von Catherine de Coarraze († 1492) gestiftet. Er besteht aus einem kleineren Becken und einem großen Becken darunter, wobei das Wasser zunächst in das kleine, runde Becken sich ergießt und danach aus diesem durch vier Öffnungen in das große, oktogonale Becken fließt, aus dem die Bewohner sich mit Trink- und Waschwasser versorgten.  
Das kleine Becken ruht auf einer Steinsäule und wird von einer Vase mit einer Haube aus Schiefer und Schildpatt abgeschlossen. Vier schmiedeeiserne Voluten verbinden die Haube mit dem kleinen Becken.